# Nekrolog 1807
Nekrolog
◄◄
| ◄
| 1803
| 1804
| 1805
| 1806
| 1807 | 1808 | 1809 | 1810 | 1811 | ► | ►►
Weitere Ereignisse | Allgemeiner Nekrolog 1807
Die Beschreibung der verstorbenen Person sollte so kurz wie möglich gehalten sein und nur deren signifikante Tätigkeit(en) enthalten.
Neue Namen ggf. auch unter dem Geburts- und Sterbedatum, also etwa unter 1. Januar und im Geburts- und Sterbejahr (2024) eintragen (nur bei entsprechender großer Wichtigkeit). Für Beispiele siehe die schon vorhandenen Artikel.
Außerdem über die fünf zuletzt Verstorbenen, zu denen es einen ausreichend guten Artikel für eine Präsentation auf der Hauptseite gibt, nach der todesbedingten Überarbeitung der Artikel ggf. auch unter Wikipedia Diskussion:Hauptseite informieren und sie am besten auch in den anderen Wikipedia-Sprachversionen eintragen. Tipp: Regelmäßig bei news.google.de nach „ist tot“, „gestorben“ oder „verstorben“ suchen.
Wenn eine Person gestorben ist, gibt es viele Seiten zu dieser Person in der Wikipedia, die davon auch betroffen sind und entsprechend aktualisiert werden müssen. Beispiele: Namenübersichtsseite, Geburtsjahr, Geburtsort-Seiten und viele mehr.
Wie finde ich die betroffenen Seiten?
Im Suchfeld auf der linken Seite gibt man den Suchbegriff so ein: „Vorname Nachname“. Dann klickt man auf Volltext und alle Seiten mit entsprechendem Suchtext werden aufgerufen. Hier sieht man dann schnell, wo auch das Todesjahr Sinn macht oder sogar ein Teil des Artikels angepasst werden muss. Auch hilft das „Werkzeug“ auf der linken Seite sehr gut, um solche Seiten aufzufinden: „Links auf diese Seite“. Somit ist die Wikipedia wieder aktuell in allen Bereichen! Hinweis: bei Eintragung der Kategorie „Gestorben JAHR“ wird der Missbrauchsfilter 49 ausgelöst, was jedoch nicht schlimm ist. Siehe: Spezial:Missbrauchsfilter/49
Dies ist eine Liste von im Jahr 1807 verstorbenen bekannten Persönlichkeiten. Die Einträge erfolgen innerhalb der einzelnen Daten alphabetisch sortiert. Tiere sind im Nekrolog für Tiere zu finden.

## Januar
| Tag        | Name                             | Beruf, bekannt als                                                                                    | Alter | Beleg |
| ---------- | -------------------------------- | --- | ----- | ----- |
| 1. Januar  | Louis Balan                      | preußischer Diplomat                                                                                  | 37    |       |
| 3. Januar  | Gottlieb Merkel                  | deutscher lutherischer Theologe                                                                       | 72    |       |
| 6. Januar  | Ahasverus van den Berg           | niederländischer reformierter Theologe und Dichter                                                    | 73    |       |
| 7. Januar  | John Bayard                      | US-amerikanischer Politiker                                                                           | 68    |       |
| 9. Januar  | Carl Friedrich Wilhelm           | Fürst zu Leiningen, kaiserlicher Kämmerer, Wirklicher Kurpfälzischer Geheimer Rat und Generalleutnant | 82    |       |
| 11. Januar | Karl August von Greiffenberg     | preußischer Generalmajor, Chef des Füsilierbataillons Nr. 4                                           | 68    |       |
| 11. Januar | Hieronymus Löschenkohl           | österreichischer Maler und Kupferstecher                                                              |       |       |
| 12. Januar | Adrian Kluit                     | niederländischer Pädagoge und Historiker                                                              | 71    |       |
| 12. Januar | Johan Luzac                      | niederländischer Rechtsanwalt, Journalist und Professor für Griechisch und Geschichte                 |       |       |
| 13. Januar | Mosche Leib Erblich              | Rabbiner, Autor und Begründer der Sassiwer Dynastie von Chassidim                                     |       |       |
| 17. Januar | Josef Winterhalder der Jüngere   | deutscher Maler                                                                                       | 63    |       |
| 19. Januar | Christoph Gottlob von Burgsdorff | kursächsischer Beamter                                                                                | 71    |       |
| 21. Januar | Volkmar Daniel Spörl             | deutscher lutherischer Theologe                                                                       | 73    |       |
| 23. Januar | Charles Gore                     | britischer dilettierender Künstler, Grand-Tour-Reisender und Liebhaber des Maritimen                  | 77    |       |
| 26. Januar | Joseph von Widnmann              | bayerischer Aufklärer staatskirchlicher Prägung, Landrichter von Erding und Dorfen (1781–1803)        | 68    |       |
| 31. Januar | Friedrich August Müller          | österreichischer Dichter                                                                              | 39    |       |

## Februar
| Tag         | Name                             | Beruf, bekannt als                                                                        | Alter | Beleg |
| ----------- | -------------------------------- | ----------------------------------------------------------------------------------------- | ----- | ----- |
| 2. Februar  | Franz Gabriel Fiessinger         | deutscher Maler, Zeichner und Kupferstecher                                               | 54    |       |
| 2. Februar  | Ehrenfried von Willich           | evangelischer Feldprediger                                                                | 29    |       |
| 3. Februar  | Levi Casey                       | US-amerikanischer Politiker                                                               |       |       |
| 3. Februar  | Johann Adam Geßner               | deutscher Bildhauer und Bildstockmeister                                                  | 51    |       |
| 3. Februar  | Johann Karl Kellmann             | schwedischer Philologe und Hochschullehrer                                                |       |       |
| 3. Februar  | Ludwig Carl von Pöllnitz         | sächsischer Kreishauptmann                                                                |       |       |
| 4. Februar  | Johann Ignaz Seuffert            | deutscher Orgelbauer                                                                      | 78    |       |
| 5. Februar  | Pascal Paoli                     | korsischer Revolutionär und Widerstandskämpfer                                            | 81    |       |
| 6. Februar  | Friedrich August Carus           | deutscher Psychologe und Philosoph                                                        | 36    |       |
| 6. Februar  | John Harvie                      | US-amerikanischer Rechtsanwalt und Politiker                                              |       |       |
| 6. Februar  | Johann Friedrich von Krajewski   | königlich preußischer Generalmajor und zuletzt Kommandeur des Infanterie-Regiments Nr. 52 | 64    |       |
| 8. Februar  | Louis-François Binot             | französischer Brigadegeneral                                                              | 35    |       |
| 8. Februar  | Claude Corbineau                 | französischer Brigadegeneral der Kavallerie                                               | 34    |       |
| 8. Februar  | Jean-François Féraud             | französischer Jesuit, Erzieher und Lexikograf                                             | 81    |       |
| 8. Februar  | Pierre-Charles Lochet            | französischer Brigadegeneral der Infanterie                                               | 39    |       |
| 9. Februar  | Lorenz Hübner                    | Geistlicher Rat, Publizist und Übersetzer                                                 | 55    |       |
| 9. Februar  | Karl von Pelchrzim               | königlich preußischer Generalmajor                                                        | 64    |       |
| 9. Februar  | Joseph-Benoît Suvée              | flämischer Maler                                                                          | 64    |       |
| 10. Februar | Nicolas Dahlmann                 | französischer Brigadegeneral                                                              | 37    |       |
| 10. Februar | Georg Ernst von Rüling           | deutscher Dichterjurist und Oberappellationsgerichtsrat                                   | 59    |       |
| 11. Februar | Jacques Desjardin                | französischer Divisionsgeneral der Infanterie                                             | 48    |       |
| 11. Februar | Anton von Saß                    | russisch-preußischer Kavallerieoffizier                                                   | 67    |       |
| 12. Februar | David Roentgen                   | deutscher Kunsthandwerker                                                                 | 63    |       |
| 12. Februar | Anton Joseph Stratmann           | deutscher Künstler                                                                        |       |       |
| 13. Februar | Albrecht Wittenberg              | deutscher Publizist, Übersetzer und Schriftsteller                                        | 78    |       |
| 14. Februar | Jean-Joseph Ange d’Hautpoul      | französischer Divisionsgeneral                                                            | 52    |       |
| 15. Februar | Benno Pointner                   | österreichischer Ordensgeistlicher, Benediktiner, Abt des Schottenstiftes in Wien         | 84    |       |
| 15. Februar | Gregor Leonhard Reiner           | deutscher Philosoph und Hochschullehrer                                                   | 51    |       |
| 16. Februar | Andreas Weiß                     | oberpfälzer Orgelbauer                                                                    |       |       |
| 17. Februar | Johann Rudolf Dolder             | Schweizer Politiker                                                                       | 53    |       |
| 18. Februar | Sophie von La Roche              | deutsche Schriftstellerin                                                                 | 76    |       |
| 18. Februar | August Gottlieb Meißner          | deutscher Schriftsteller                                                                  | 53    |       |
| 18. Februar | Gottfried von Schröder           | k. k. Feldmarschall-Lieutenant und Ritter des Maria Theresia-Ordens                       |       |       |
| 21. Februar | Hermann Haartmann                | deutscher Kaufmann und Ratsherr der Hansestadt Lübeck                                     |       |       |
| 21. Februar | Pierre de Salabert               | Abt, Staatsminister im Herzogtum Pfalz-Zweibrücken und im Kurfürstentum Bayern            |       |       |
| 24. Februar | Kurd Gottlob von Knobelsdorff    | preußischer Generalmajor und zuletzt Kommandant der Festung Stettin                       | 71    |       |
| 25. Februar | Carl Philipp Cassel              | deutscher Kapitän, Kaufmann, Reeder und Konsul                                            | 62    |       |
| 27. Februar | John Evert Van Alen              | US-amerikanischer Landvermesser, Kartograf, Jurist und Politiker                          |       |       |
| 27. Februar | Friedrich Wilhelm von Wartenberg | preußischer Generalleutnant, Erbherr auf Trampe                                           | 81    |       |
| 28. Februar | Justus Friedrich Runde           | deutscher Jurist und Rechtshistoriker                                                     | 65    |       |

## März
| Tag      | Name                                      | Beruf, bekannt als | Alter | Beleg |
| -------- | ----------------------------------------- | --- | ----- | ----- |
| 1. März  | Johann Ehrenfried Wagner                  | deutscher Konsistorialrat | 82    |       |
| 4. März  | Abraham Baldwin                           | US-amerikanischer Politiker | 52    |       |
| 4. März  | August Gottlieb von Gärtner               | deutscher Verwaltungsbeamter und Kirchenfunktionär                                                                                              | 68    |       |
| 5. März  | Garlieb Hanker                            | deutscher Jurist und Dichter | 48    |       |
| 6. März  | Andrea Amoretti                           | italienischer Kupferstecher und Drucker | 49    |       |
| 8. März  | Johann Christian Albinus                  | deutscher Beamter | 65    |       |
| 10. März | Jean Thurel                               | französischer Soldat | 108   |       |
| 11. März | Anton Eberl                               | österreichischer Pianist und Komponist | 41    |       |
| 11. März | Johann August Nösselt                     | deutscher evangelischer Theologe | 72    |       |
| 13. März | Nikolai Petrowitsch Resanow               | russischer Staatsmann | 42    |       |
| 16. März | Hyde Parker                               | britischer Admiral |       |       |
| 18. März | Johann Peter Pichler                      | österreichischer Mezzotintokünstler und Bildnisstecher                                                                                          |       |       |
| 19. März | Joseph Anton Blatter                      | römisch-katholischer Bischof im Bistum Sitten                                                                                                   | 62    |       |
| 20. März | Carl Moritz Wenzel von Dobschütz          | schlesisch-preußischer Generalmajor und Gutsbesitzer                                                                                            | 80    |       |
| 22. März | Justus Heinrich Hansen                    | deutscher Kaufmann und Baumeister | 70    |       |
| 23. März | Gottfried Posselt                         | badischer Jurist und Amtsvorstand | 57    |       |
| 24. März | August Ernst von Schöning                 | preußischer Landrat | 61    |       |
| 26. März | Philipp Georg von Dietherdt               | preußischer Generalmajor, Staats-, Geheimer Etats- und Kriegsminister sowie dirigierender Minister auf Chef und Präses des Oberkriegskollegiums | 65    |       |
| 26. März | Julius Christian Luther                   | deutscher lutherischer Theologe und Generalsuperintendent                                                                                       | 71    |       |
| 28. März | Joseph Hickel                             | österreichischer Porträtmaler | 71    |       |
| 28. März | Georg Friedrich Wilhelm von Schoenermarck | preußischer Generalmajor, Chef des 2. Artillerie-Regiments Breslau                                                                              | 67    |       |
| 31. März | Johann Christian von Koch                 | deutscher Jurist und Richter am Wismarer Tribunal                                                                                               | 52    |       |
| März     | Johann Leonhard Falter                    | Bildhauer des Barock |       |       |

## April
| Tag       | Name                                        | Beruf, bekannt als                                                                            | Alter | Beleg |
| --------- | ------------------------------------------- | --------------------------------------------------------------------------------------------- | ----- | ----- |
| 1. April  | Václav Praupner                             | tschechischer Komponist                                                                       | 61    |       |
| 1. April  | Miklós Révai                                | ungarischer Sprachwissenschaftler, Hochschullehrer, Zeichner und Schriftsteller               | 57    |       |
| 2. April  | Balthasar Anton Dunker                      | deutscher Maler und Radierer                                                                  | 61    |       |
| 2. April  | Christian Hartmann Samuel von Gatzert       | deutscher Jurist und Politiker                                                                | 67    |       |
| 3. April  | Carl Friedrich von Pfeil und Klein-Ellguth  | preußischer Landrat                                                                           | 71    |       |
| 3. April  | Carl Caspar von Siebold                     | deutscher Arzt                                                                                | 70    |       |
| 4. April  | Hans Jakob Holzhalb                         | Schweizer Gelehrter                                                                           | 86    |       |
| 4. April  | Jérôme Lalande                              | französischer Mathematiker und Astronom                                                       | 74    |       |
| 6. April  | Johann Friedrich LeBret                     | deutscher Historiker                                                                          | 74    |       |
| 8. April  | John James Beckley                          | US-amerikanischer Bibliothekar, erster Leiter der Library of Congress                         | 49    |       |
| 9. April  | Johann Friedrich Fritze                     | deutscher Mediziner und Hochschullehrer                                                       | 71    |       |
| 10. April | Anna Amalia von Braunschweig-Wolfenbüttel   | deutsche Komponistin und durch Heirat Herzogin von Sachsen-Weimar-Eisenach                    | 67    |       |
| 10. April | Johann Nikolaus von Kalckreuth              | preußischer Offizier, zuletzt Generalleutnant                                                 | 86    |       |
| 13. April | Maria Theresia von Neapel-Sizilien          | durch Heirat letzte Kaiserin des Heiligen Römischen Reiches und erste Kaiserin von Österreich | 34    |       |
| 13. April | Friedrich Wilhelm von Spiegel zum Desenberg | Berghauptmann im Herzogtum Westfalen                                                          | 31    |       |
| 15. April | John Mainwaring                             | englischer Theologe, Biograph von Georg Friedrich Händel                                      | 82    |       |
| 15. April | Karl Bernhard von Rosenbusch                | preußischer Generalmajor                                                                      | 62    |       |
| 15. April | Gottlob Moriz Christian von Wacks           | Bürgermeister Heilbronns                                                                      | 86    |       |
| 16. April | David von Neumann                           | preußischer Offizier, zuletzt Generalmajor                                                    | 72    |       |
| 19. April | Georg Adam von Starhemberg                  | österreichischer Diplomat, Minister und Obersthofmeister                                      | 82    |       |
| 22. April | Georg Ludwig Koeler                         | deutscher Botaniker                                                                           | 42    |       |
| 21. April | Christian Heinrich Reichel                  | deutscher Pädagoge                                                                            | 73    |       |
| 22. April | Eleonore Sophie Auguste Thon                | deutsche Schriftstellerin                                                                     |       |       |
| 27. April | Friedrich Ferdinand Drück                   | deutscher Philologe                                                                           | 52    |       |
| 28. April | Jakob Philipp Hackert                       | deutscher Maler                                                                               | 69    |       |
| 28. April | Ludwig Friedrich II.                        | Fürst von Schwarzburg-Rudolstadt (1793–1807)                                                  | 39    |       |
| 30. April | Vincenzo Labini                             | italienischer Ordenspriester, Bischof von Malta und Erzbischof von Rhodos                     | 72    |       |

## Mai
| Tag     | Name                                                  | Beruf, bekannt als                                                                         | Alter | Beleg |
| ------- | ----------------------------------------------------- | ------------------------------------------------------------------------------------------ | ----- | ----- |
| 1. Mai  | Carl Gottlob Horn                                     | deutscher Architekt und Baumeister                                                         |       |       |
| 2. Mai  | Friedrich Ludwig II. Truchsess zu Waldburg            | preußischer Major und Kammerherr                                                           | 66    |       |
| 4. Mai  | Napoléon Charles Bonaparte                            | Sohn von Louis Bonaparte und Hortense de Beauharnais                                       | 4     |       |
| 4. Mai  | Jeremias Benjamin Richter                             | Chemiker, Bergbausachverständiger und Privatgelehrter                                      | 45    |       |
| 5. Mai  | Mathias Julius von Laurens                            | preußischer Generalmajor und zuletzt Chef des Ingenieurdepartements im Oberkriegskollegium |       |       |
| 7. Mai  | Alphons Hafner                                        | Benediktiner, Abt von Ettal                                                                | 65    |       |
| 9. Mai  | Johann Georg Peter Möller                             | deutscher Historiker und Philologe                                                         | 77    |       |
| 10. Mai | Georg Christoph von Lüdinghausen-Wolff                | kurländischer Kanzler und Landhofmeister                                                   | 55    |       |
| 10. Mai | Jean-Baptiste-Donatien de Vimeur, comte de Rochambeau | französischer General, Marschall von Frankreich                                            | 81    |       |
| 13. Mai | Louis Joseph Charles Amable d’Albert de Luynes        | französischer Politiker und Militär                                                        | 58    |       |
| 13. Mai | Eliphalet Dyer                                        | US-amerikanischer Politiker                                                                | 85    |       |
| 13. Mai | Georg Friedrich Seiler                                | deutscher Theologe und Hochschullehrer                                                     | 73    |       |
| 14. Mai | Friedrich Methfessel                                  | deutscher Komponist                                                                        | 35    |       |
| 18. Mai | Antoine Philippe d’Orléans, duc de Montpensier        | jüngere Bruder des letzten französischen König Louis-Philippe                              | 31    |       |
| 25. Mai | Mateusz Tokarski                                      | polnischer Maler des Klassizismus                                                          |       |       |
| 25. Mai | Nicolas Vilant                                        | schottischer Mathematiker                                                                  | 69    |       |
| 27. Mai | Cölestin Stöckl                                       | deutscher Benediktiner und Abt                                                             | 64    |       |
| 29. Mai | Gottlieb Christoph Bohnenberger                       | deutscher Theologe und Erfinder                                                            | 75    |       |
| 29. Mai | Léonard Bourdon                                       | französischer Politiker                                                                    | 52    |       |
| 31. Mai | Jean-Ami Martin                                       | Schweizer evangelischer Geistlicher und Bibliothekar                                       | 71    |       |

## Juni
| Tag      | Name                                   | Beruf, bekannt als                                                                                       | Alter | Beleg |
| -------- | -------------------------------------- | --- | ----- | ----- |
| 1. Juni  | Johann Friedrich Leberecht Reinhold    | deutscher Porträt- und Genremaler                                                                        | 62    |       |
| 3. Juni  | Charles François Philibert Masson      | französischer Beamter, Sekretär, Lyriker und Schriftsteller                                              | 46    |       |
| 6. Juni  | Bernhard Gottlieb Isaak von Diesbach   | Schweizer Politiker                                                                                      | 56    |       |
| 9. Juni  | Carl Philipp Funke                     | deutscher Gymnasiallehrer und Schriftsteller                                                             | 54    |       |
| 9. Juni  | Gottfried Ludwig Matthias von Hartmann | königlich preußischer Generalmajor                                                                       | 69    |       |
| 12. Juni | Johann Franz Brendler                  | schwedisch-deutscher Flötist                                                                             | 34    |       |
| 12. Juni | Daniel Meinertzhagen                   | Bremer Kaufmann und Politiker                                                                            | 73    |       |
| 14. Juni | Johann Augustin Wagner                 | deutscher Klassischer Philologe und Pädagoge                                                             | 72    |       |
| 15. Juni | Karl Wilhelm Ernst von Waldenfels      | preußischer Offizier                                                                                     | 35    |       |
| 16. Juni | Adolf Traugott von Gersdorff           | deutscher Naturforscher                                                                                  | 63    |       |
| 18. Juni | Joseph Anton Gall                      | zweiter Bischof der Diözese Linz                                                                         | 59    |       |
| 18. Juni | Pietro Teuliè                          | italienischer General in napoleonischen Diensten                                                         | 44    |       |
| 19. Juni | Ehrenreich Wilhelm Gottlieb von Besser | preußischer Generalleutnant, zuletzt Chef des Infanterieregiments Nr. 14, Kommandant der Festung Gaudenz | 67    |       |
| 20. Juni | Ferdinand Berthoud                     | Schweizer Uhrmacher                                                                                      | 80    |       |
| 23. Juni | Georg Thomas von Asch                  | Generalstabsarzt der russischen Armee und Staatsrat unter Katharina II.                                  | 78    |       |
| 23. Juni | Adolph von Danckelmann                 | preußischer Staatsminister                                                                               | 70    |       |
| 27. Juni | Michael Klahr der Jüngere              | deutscher Bildhauer                                                                                      | 79    |       |
| 30. Juni | Ignaz Balthasar Rinck von Baldenstein  | letzter Großprior des deutschen Großpriorats der Malteser und Fürst von Heitersheim                      | 85    |       |

## Juli
| Tag      | Name                            | Beruf, bekannt als                                                                                  | Alter | Beleg |
| -------- | ------------------------------- | --------------------------------------------------------------------------------------------------- | ----- | ----- |
| 7. Juli  | Samuel Hunt                     | US-amerikanischer Politiker                                                                         | 41    |       |
| 7. Juli  | Basilius Perger                 | deutscher Ordensgeistlicher, Hochschullehrer und Astronom                                           | 73    |       |
| 8. Juli  | Noël Desenfans                  | französischer Kunsthändler                                                                          | 62    |       |
| 11. Juli | George Atwood                   | englischer Physiker und Erfinder                                                                    | 61    |       |
| 13. Juli | Johann III Bernoulli            | Schweizer Astronom                                                                                  | 62    |       |
| 13. Juli | Henry Benedict Stuart           | Kardinalbischof von Frascati, von Ostia, Velletri und Kardinaldekan der römisch-katholischen Kirche | 82    |       |
| 13. Juli | Georg Friedrich von Tempelhoff  | preußischer Generalleutnant, Mathematiker, Militär-Wissenschaftler und Musik-Schriftsteller         | 70    |       |
| 14. Juli | Karel Rafael Ungar              | deutscher Priester, Historiker und Gelehrter                                                        | 63    |       |
| 16. Juli | Johann Caballini von Ehrenburg  | k. k. Generalmajor und Regimentskommandeur im 1. Walachen-Grenzregiment                             |       |       |
| 19. Juli | Uriah Tracy                     | US-amerikanischer Politiker                                                                         | 52    |       |
| 20. Juli | Elisha Payne                    | US-amerikanischer Politiker und Richter                                                             | 76    |       |
| 21. Juli | Traugott Karl August Vogt       | deutscher Mediziner                                                                                 | 44    |       |
| 21. Juli | Rémi Willemet                   | französischer Botaniker                                                                             | 71    |       |
| 21. Juli | Wilhelm von Zweybrücken         | Freiherr aus dem Hause Wittelsbach, französischer, später bayerischer Offizier                      | 53    |       |
| 24. Juli | Johann Christoph Kunze          | deutscher Pietist und evangelischer Missionar                                                       | 63    |       |
| 27. Juli | Pierre Marie Auguste Broussonet | französischer Arzt, Naturforscher und Zoologe                                                       | 46    |       |
| 28. Juli | Christoph Ludwig Hoffmann       | deutscher Arzt, Erfinder eines optisch-mechanische Telegraphen                                      | 85    |       |
| 29. Juli | Philipp Jakob von Balthasar     | deutscher Theologe und Historiker                                                                   | 81    |       |

## August
| Tag        | Name                                        | Beruf, bekannt als | Alter | Beleg |
| ---------- | ------------------------------------------- | --- | ----- | ----- |
| 2. August  | Judith Rave                                 | deutsche Schriftstellerin                                                                                                  |       |       |
| 4. August  | Karl August von Backhof                     | preußischer Generalleutnant und Chef des Kürassierregiments Nr. 2, Oberhofmeister der Prinzen Friedrich Wilhelm und Ludwig | 86    |       |
| 4. August  | Kasimir Konstantin Plater                   | litauischer Kanzler |       |       |
| 8. August  | Heinrich Sebastian Hüsgen                   | Kunstsammler und Kunsthistoriker in Frankfurt am Main                                                                      | 61    |       |
| 9. August  | Lewis Nicola                                | Offizier, Kaufmann, Schriftsteller und Mitglied der American Philosophical Society                                         |       |       |
| 9. August  | Valentin Rose der Jüngere                   | deutscher Apotheker und Chemiker                                                                                           | 44    |       |
| 11. August | Johann Adrian Bolten                        | deutscher Chronist und Theologe                                                                                            | 64    |       |
| 11. August | Simon Gottlieb Zug                          | deutscher Architekt und Gartengestalter                                                                                    | 74    |       |
| 12. August | Bernardino Honorati                         | Kardinal der katholischen Kirche                                                                                           | 83    |       |
| 12. August | Johann Stephan Pütter                       | deutscher Staatsrechtslehrer und Publizist                                                                                 | 82    |       |
| 14. August | Georg Ludwig Rudolf von Linstow             | preußischer Generalmajor                                                                                                   | 63    |       |
| 15. August | Johannes Nikolaus Tetens                    | deutscher Philosoph | 70    |       |
| 16. August | Bruno de Heceta                             | spanischer Seefahrer und Entdecker                                                                                         | 64    |       |
| 22. August | Christian Wilhelm von Prittwitz und Gaffron | preußischer Landrat | 68    |       |
| 22. August | Maria Walpole                               | britische Adlige, durch Heirat ein Mitglied des britischen Königshauses                                                    |       |       |
| 23. August | Hans Ehrentreich von Bornstedt              | preußischer Generalleutnant und Amtshauptmann zu Biesenthal                                                                | 85    |       |
| 24. August | Joseph Brant                                | Anführer der Mohawk-Indianer während des Amerikanischen Unabhängigkeitskrieges                                             |       |       |
| 24. August | Joseph Jakob Plenck                         | österreichischer Mediziner und Begründer der modernen Dermatologie                                                         | 71    |       |
| 24. August | Jacques-Christophe Valmont de Bomare        | französischer Naturforscher                                                                                                | 75    |       |
| 25. August | Sophie Cottin                               | französische Schriftstellerin                                                                                              | 37    |       |
| 25. August | Christian Jakob Kraus                       | deutscher Philosoph und Kameralwissenschaftler                                                                             | 54    |       |
| 25. August | Jean-Étienne-Marie Portalis                 | französischer Jurist, Rechtsphilosoph und Minister für religiöse Angelegenheiten                                           | 61    |       |
| 26. August | Franciszek Dionizy Kniaźnin                 | polnischer Jesuit und Dichter                                                                                              | 56    |       |
| 27. August | Guido Calcagnini                            | italienischer Geistlicher, Kardinal der römisch-katholischen Kirche                                                        | 81    |       |
| 27. August | Ignatius Mouradgea d’Ohsson                 | armenischer Orientalist, Historiker und Diplomat in schwedischen Diensten                                                  | 67    |       |
| 27. August | Alexei Iwanowitsch Wassiljew                | russischer Staatsbeamter, Politiker und Finanzminister                                                                     | 65    |       |
| 29. August | Isaac Smith                                 | US-amerikanischer Politiker                                                                                                |       |       |
| 31. August | Christoph Friedrich Bretzner                | deutscher Lustspieldichter                                                                                                 | 58    |       |
| 31. August | Ponce-Denis Écouchard-Lebrun                | französischer Dichter | 78    |       |

## September
| Tag           | Name                                         | Beruf, bekannt als                                                                     | Alter | Beleg |
| ------------- | -------------------------------------------- | -------------------------------------------------------------------------------------- | ----- | ----- |
| 1. September  | Clara Feyoena van Sytzama                    | niederländische Dichterin                                                              | 78    |       |
| 2. September  | Antonio Casimir Cartellieri                  | deutscher Komponist der Klassik                                                        | 34    |       |
| 5. September  | Johann Christian Ruberg                      | deutscher Erfinder                                                                     |       |       |
| 7. September  | Johann Friedrich Gensichen                   | Mathematiker                                                                           | 47    |       |
| 7. September  | Luise von Göchhausen                         | Erste Hofdame der Herzogin Anna Amalie von Sachsen-Weimar-Eisenach                     | 55    |       |
| 8. September  | Jonathan Grout                               | US-amerikanischer Politiker                                                            | 70    |       |
| 9. September  | Guy-Jean-Baptiste Target                     | französischer Jurist und Politiker                                                     | 73    |       |
| 9. September  | August Fürchtegott Winkler                   | deutscher Metallurge                                                                   | 36    |       |
| 11. September | Johann Caspar von der Heyden                 | königlich preußischer Generalmajor und zuletzt Kommandeur des Dragoner-Regiments Nr. 1 | 67    |       |
| 12. September | Zephaniah Platt                              | US-amerikanischer Jurist und Politiker                                                 | 72    |       |
| 14. September | George Townshend, 1. Marquess Townshend      | britischer Adliger und Offizier                                                        | 83    |       |
| 17. September | Friedrich George Born                        | deutscher Jurist, Erster Bürgermeister von Greifenberg und städtischer Landrat         |       |       |
| 17. September | Peter Josef Ignaz von Hontheim               | deutscher Geistlicher                                                                  | 68    |       |
| 17. September | Edward Telfair                               | US-amerikanischer Politiker                                                            |       |       |
| 18. September | Nicolaus Otto von Pechlin                    | deutscher Verwaltungsjurist in dänischen Diensten                                      | 53    |       |
| 18. September | Franciszek Smuglewicz                        | polnischer Maler und Zeichner                                                          | 61    |       |
| 19. September | Johann Peter von Delpons                     | preußischer Oberst, Chef eines Freibataillons                                          | 75    |       |
| 20. September | Honoré Langlé                                | monegassischer Komponist und Professor                                                 |       |       |
| 23. September | Eberhard I. von Waldburg zu Zeil und Wurzach | deutscher Standesherr                                                                  | 76    |       |
| 28. September | Johann Friedrich August Kinderling           | deutscher Philologe, Pfarrer, Liederdichter und Quellen-Sammler                        |       |       |
| 30. September | Johann Carl Christian Fischer                | deutscher Komponist und Musiker                                                        | 54    |       |
| 30. September | Gerrit van Olst                              | Groninger Kaufmann                                                                     | 73    |       |
| September     | Wilhelm Bröckelmann                          | deutscher Theaterschauspieler, Komiker und Bühnenschriftsteller                        |       |       |

## Oktober
| Tag         | Name                                            | Beruf, bekannt als                                                                                                  | Alter | Beleg |
| ----------- | ----------------------------------------------- | --- | ----- | ----- |
| 1. Oktober  | Peter Muhlenberg                                | US-amerikanischer Politiker                                                                                         | 61    |       |
| 1. Oktober  | Hans Christoph von Natzmer                      | preußischer Generalmajor, Chef des Infanterieregiments Nr. 54                                                       | 64    |       |
| 2. Oktober  | Jacob Merz                                      | Schweizer Zeichner, Maler und Kupferstecher                                                                         | 24    |       |
| 2. Oktober  | Brook Watson, 1. Baronet                        | britischer Kaufmann, Soldat und Lord Mayor of London                                                                | 72    |       |
| 3. Oktober  | Johann Georg Siemens                            | deutscher Jurist, Justiziar und Bürgermeister                                                                       | 59    |       |
| 4. Oktober  | Johann Christoph Schmidt                        | sachsen-weimarischer Kammerpräsident                                                                                | 79    |       |
| 5. Oktober  | Luis Née                                        | französisch-spanischer Botaniker                                                                                    |       |       |
| 8. Oktober  | Elias Adam von Reider                           | deutscher Rechtswissenschaftler und Hochschullehrer                                                                 | 44    |       |
| 8. Oktober  | Heinrich Ehrenfried Warnekros                   | deutscher Philologe und Gymnasiallehrer                                                                             | 55    |       |
| 9. Oktober  | Michail Matwejewitsch Cheraskow                 | russischer Dichter und Schriftsteller                                                                               | 73    |       |
| 9. Oktober  | Gianfrancesco Malfatti                          | italienischer Mathematiker                                                                                          | 76    |       |
| 16. Oktober | Christian Wilhelm von Chlebowsky                | preußischer Offizier, zuletzt Generalmajor                                                                          | 52    |       |
| 16. Oktober | Johann Joseph Thalherr                          | österreichischer Architekt                                                                                          |       |       |
| 17. Oktober | Jakob Pernisch                                  | Schweizer reformierter Theologe                                                                                     |       |       |
| 20. Oktober | Georg Gemehl                                    | Beamter des Hochstifts Speyer und badischer Beamter                                                                 |       |       |
| 21. Oktober | Attilio Zuccagni                                | italienischer Botaniker                                                                                             | 53    |       |
| 22. Oktober | Elias Dayton                                    | US-amerikanischer Soldat                                                                                            | 70    |       |
| 24. Oktober | Mariano Rossi                                   | italienischer Maler                                                                                                 | 75    |       |
| 26. Oktober | Karl Georg von Hoym                             | preußischer Staatsmann                                                                                              | 68    |       |
| 26. Oktober | Andreas Gottlieb Masch                          | deutscher evangelisch-lutherischer Theologe, Superintendent für Mecklenburg-Strelitz und Hofprediger in Neustrelitz | 82    |       |
| 27. Oktober | Franz de Paula Gundaker von Colloredo-Mannsfeld | Reichsvizekanzler des Heiligen Römischen Reiches                                                                    | 76    |       |
| 28. Oktober | Bernhard Friedrich von Buddenbrock              | preußischer Generalmajor                                                                                            |       |       |
| 30. Oktober | Ernst Tillich                                   | deutscher Pädagoge                                                                                                  | 27    |       |

## November
| Tag          | Name                                   | Beruf, bekannt als                                                                                   | Alter | Beleg |
| ------------ | -------------------------------------- | --- | ----- | ----- |
| 2. November  | Louis Auguste Le Tonnelier de Breteuil | französischer Diplomat                                                                               | 77    |       |
| 5. November  | Johann Friedrich Wilhelm Herbst        | deutscher Naturforscher und Entomologe                                                               | 64    |       |
| 5. November  | Angelika Kauffmann                     | Schweizer Malerin                                                                                    | 66    |       |
| 5. November  | Karl Alexander von Wedel               | preußischer Generalmajor und Chef des Infanterieregiments Nr. 10                                     | 66    |       |
| 7. November  | Konrad Horny                           | deutscher Maler, Zeichner und Kupferstecher                                                          |       |       |
| 8. November  | Franz von Mack                         | k.k. Hofjuwelier, Geheimer Rat und Besitzer der Herrschaft Kalksburg                                 | 77    |       |
| 10. November | Joachim Lorenz Evers                   | Goldschmied, Journalist, Schriftsteller, Verleger und Theaterdirektor                                | 49    |       |
| 10. November | Alexander Martin                       | US-amerikanischer Politiker, Gouverneur von North Carolina, einer der Gründerväter der USA           |       |       |
| 11. November | Jean-Édouard Adam                      | französischer Chemiker und Physiker                                                                  | 39    |       |
| 12. November | Hermann Daniel Hermes                  | deutscher evangelischer Theologe                                                                     | 73    |       |
| 14. November | Charles Grey, 1. Earl Grey             | britischer General                                                                                   | 78    |       |
| 15. November | Thomas Terry Davis                     | US-amerikanischer Politiker                                                                          |       |       |
| 15. November | Christoph Otto von Schönaich           | deutscher Schriftsteller                                                                             | 82    |       |
| 15. November | Johann Gabriel von Rosenschanz         | preußischer Generalmajor                                                                             | 70    |       |
| 17. November | Jean-Charles-Pierre Lenoir             | französischer Polizeileutnant und königlicher Bibliothekar                                           | 74    |       |
| 23. November | Ulrich Moller                          | deutscher Kaufmann und Mitbegründer der Patriotischen Gesellschaft von 1765                          | 74    |       |
| 23. November | Jean François Reubell                  | französischer Revolutionär                                                                           | 60    |       |
| 25. November | Anne Babette von Belderbusch           | deutsche Frau, Jugendfreundin Ludwig van Beethovens und Ehefrau von Anton Maria Karl von Belderbusch | 36    |       |
| 26. November | Oliver Ellsworth                       | amerikanischer Jurist, Politiker und Präsident des Obersten Gerichtshofs der Vereinigten Staaten     | 62    |       |
| 27. November | Christian August Buhle                 | deutscher Naturwissenschaftler, Hof- und Hospitalwundarzt sowie Chirurg                              | 73    |       |
| 29. Oktober  | Louis-Antoine de Rohan-Chabot          | französischer Aristokrat und Militär                                                                 | 74    |       |

## Dezember
| Tag          | Name                                     | Beruf, bekannt als                                                                 | Alter | Beleg |
| ------------ | ---------------------------------------- | ---------------------------------------------------------------------------------- | ----- | ----- |
| 1. Dezember  | Wilhelm Christoph Diede zum Fürstenstein | dänischer Diplomat                                                                 | 75    |       |
| 1. Dezember  | Marianne Camasse, Gräfin von Forbach     | französische Tänzerin, Gräfin von Forbach                                          | 73    |       |
| 1. Dezember  | Sebald Fulco Johannes Rau                | niederländischer Dichter, reformierter Theologe und Orientalist                    | 42    |       |
| 2. Dezember  | Johann Friedrich Möller                  | deutscher Prediger, Forscher und Politiker                                         | 56    |       |
| 2. Dezember  | Johann Heinrich von Wrochem              | preußischer Marschkommissar und Landrat                                            | 72    |       |
| 3. Dezember  | Clara Reeve                              | englische Schriftstellerin                                                         |       |       |
| 4. Dezember  | Prince Hall                              | Begründer der Freimaurerei für Schwarze in den Vereinigten Staaten                 |       |       |
| 8. Dezember  | Friedrich Gottlob Born                   | deutscher Philosoph                                                                |       |       |
| 8. Dezember  | Carl Friedrich Cramer                    | Theologe, Buchhändler und Musikschriftsteller                                      | 55    |       |
| 12. Dezember | Giuseppe Antonio Mainoni                 | französischer General                                                              | 53    |       |
| 13. Dezember | Albrecht von Mülinen                     | Schultheiss von Bern                                                               | 75    |       |
| 14. Dezember | Carlo Francesco Thaon di Revel           | piemontesischer General und Vizekönig                                              | 82    |       |
| 19. Dezember | Friedrich Melchior Grimm                 | deutscher Schriftsteller und Diplomat                                              | 84    |       |
| 20. Dezember | Lorenz Spengler                          | Schweizer Künstler                                                                 | 87    |       |
| 21. Dezember | John Newton                              | britischer Sklavenhändler, später Gegner der Sklaverei, Kirchenlieddichter         | 82    |       |
| 22. Dezember | Emma Gilbert                             | britische Adlige                                                                   | 78    |       |
| 24. Dezember | Johann Georg Steinert                    | preußischer Hofgärtner                                                             |       |       |
| 25. Dezember | Levin August von Dingelstädt             | preußischer Oberst, Chef des Husarenregiments Nr. 4                                |       |       |
| 25. Dezember | Hermann von Greiffenegg                  | letzter Regierungspräsident des Hauses Habsburg im vorderösterreichischen Freiburg | 70    |       |
| 26. Dezember | David Bayer                              | deutscher Orgelbauer                                                               |       |       |
| 28. Dezember | Johann Ludwig Paulmann                   | deutscher Pastor und Kirchenlieddichter                                            | 79    |       |
| 31. Dezember | Anton Grassi                             | österreichischer Bildhauer und Porzellanmodelleur                                  | 52    |       |
| 31. Dezember | Johann Joseph Langenhöffel               | deutscher Maler und Kupferstecher                                                  |       |       |
| 31. Dezember | Helena Snoek                             | niederländische Schauspielerin                                                     | 43    |       |

## Datum unbekannt
| Tag | Name                                   | Beruf, bekannt als                                                             | Alter | Beleg |
| --- | -------------------------------------- | ------------------------------------------------------------------------------ | ----- | ----- |
|     | Jeanne Baret                           | französische Naturforscherin und Weltumseglerin                                |       |       |
|     | Johann Georg Bäßler                    | deutscher reformierter Komponist und Organist                                  |       |       |
|     | Karl Friedrich Benkowitz               | deutscher Dramatiker und Lyriker                                               |       |       |
|     | Johan Henrich Berlin                   | dänisch-norwegischer Komponist                                                 |       |       |
|     | Adam Heinrich Dietrich von Bülow       | deutscher Militärschriftsteller und Publizist                                  |       |       |
|     | August Butenop                         | deutscher Kinderdarsteller und Theaterschauspieler                             |       |       |
|     | Johann Adolph Dori                     | deutscher Philosoph                                                            |       |       |
|     | Johann Friedrich Eich                  | deutscher Porträtmaler                                                         |       |       |
|     | Franz Rudolf Frisching                 | Schweizer Offizier, Magistrat und Industrieller                                |       |       |
|     | Richard Gifford                        | englischer Geistlicher und Dichter                                             |       |       |
|     | Rudolf von Glan                        | deutscher Verwaltungsjurist und Amtmann in Ostfriesland                        |       |       |
|     | Niel Gow                               | schottischer Fiddler                                                           |       |       |
|     | Johannes Herrmann                      | Maler                                                                          |       |       |
|     | Caspar Kersten                         | Unternehmer und Bankier                                                        |       |       |
|     | Johann Heinrich Linck                  | deutscher Apotheker und Naturforscher                                          |       |       |
|     | Edward Miller                          | britischer Komponist                                                           |       |       |
|     | John Murray                            | britischer Kapitänleutnant und Australien-Erforscher                           |       |       |
|     | Christoph Heinrich Myller              | Schweizer Gymnasialprofessor, Herausgeber                                      |       |       |
|     | Osman Pazvantoğlu                      | osmanischer Janitschare und Pascha von Widin                                   |       |       |
|     | Peter Pond                             | US-amerikanischer Pelzhändler und Entdecker                                    |       |       |
|     | Joseph Wenzel Peithner von Lichtenfels | böhmischer Gubernialbergrat und Bergwerksinspektor                             |       |       |
|     | Johann David von Reichenbach           | schwedisch-pommerscher Chronist, Wissenschaftler                               |       |       |
|     | Maria Rønning                          | norwegische Einwanderin auf den Färöern                                        |       |       |
|     | Thomas Schaidthauf                     | deutscher Bildhauer und Stuckateur                                             |       |       |
|     | Joseph Stanton                         | US-amerikanischer Politiker                                                    |       |       |
|     | Dieudonné Thiébault                    | französischer Romanist, Professor für französische Grammatik                   |       |       |
|     | Wilhelmine Karoline von Wobeser        | deutsche Schriftstellerin                                                      |       |       |
|     | Alexander Ypsilantis                   | griechischer Dragoman an der Hohen Pforte, Wojwode der Walachei und Moldawiens |       |       |
|     | Thassilo Zöpf                          | deutscher Stuckateur                                                           |       |       |